# Montigny-sous-Marle
Pour les articles homonymes, voir Montigny et Marle (homonymie).
Montigny-sous-Marle est une commune française située dans le département de l'Aisne, en région Hauts-de-France.

## Géographie
Le village est situé sur la rive droite de la Serre.

### Hydrographie
La commune est située dans le bassin Seine-Normandie. Elle est drainée par la Serre, la rivière Brune et le Vilpion,.
La Serre, d'une longueur de 96 km, prend sa source dans la commune de La Férée, à 265 m d'altitude, et se jette  dans l'Oise (rive gauche) à Danizy, à 52 m d'altitude, après avoir traversé 39 communes.

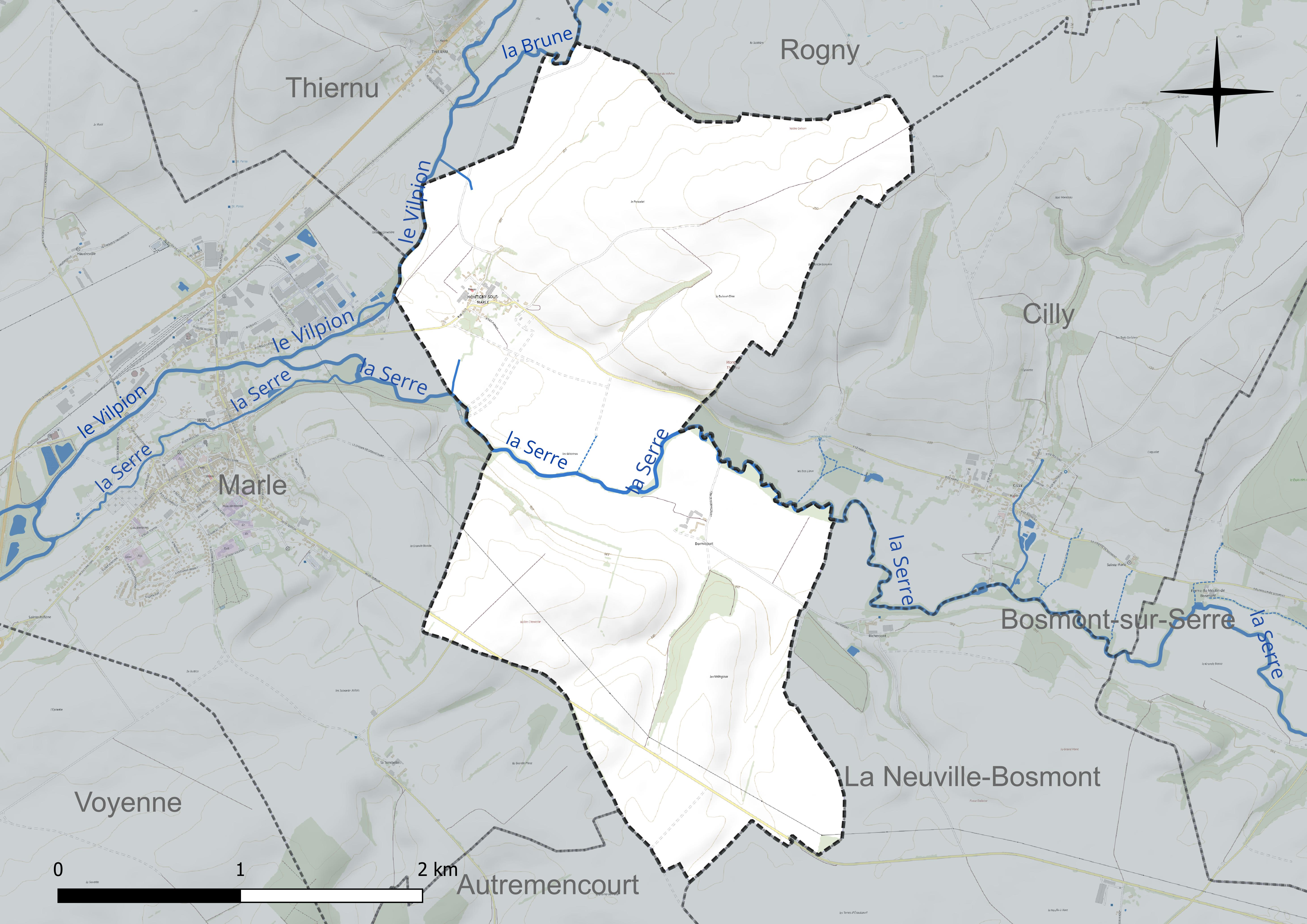
Réseau hydrographique de Montigny-sous-Marle.

La Brune, d'une longueur de 37 km, prend sa source dans la commune de Brunehamel et se jette  dans le Vilpion à Thiernu, après avoir traversé 20 communes.
Le Vilpion, d'une longueur de 43 km, prend sa source dans la commune de Plomion et se jette  dans la Serre à Dercy, après avoir traversé 17 communes.

### Climat
Pour des articles plus généraux, voir Climat des Hauts-de-France et Climat de l'Aisne.
En 2010, le climat de la commune est de type climat océanique dégradé des plaines du Centre et du Nord, selon une étude du CNRS s'appuyant sur une série de données couvrant la période 1971-2000. En 2020, Météo-France publie une typologie des climats de la France métropolitaine dans laquelle la commune est exposée à un climat océanique altéré et est dans la région climatique Nord-est du bassin Parisien, caractérisée par un ensoleillement médiocre, une pluviométrie moyenne régulièrement répartie au cours de l'année et un hiver froid (3 °C).
Pour la période 1971-2000, la température annuelle moyenne est de 10,3 °C, avec une amplitude thermique annuelle de 14,9 °C. Le cumul annuel moyen de précipitations est de 751 mm, avec 12,3 jours de précipitations en janvier et 9,4 jours en juillet. Pour la période 1991-2020, la température moyenne annuelle observée sur la station météorologique la plus proche, située sur la commune de Fontaine-lès-Vervins à 14 km à vol d'oiseau, est de 10,5 °C et le cumul annuel moyen de précipitations est de 826,3 mm,. Pour l'avenir, les paramètres climatiques de la commune estimés pour 2050 selon différents scénarios d'émission de gaz à effet de serre sont consultables sur un site dédié publié par Météo-France en novembre 2022.

## Urbanisme

### Typologie
Au 1er janvier 2024, Montigny-sous-Marle est catégorisée commune rurale à habitat dispersé, selon la nouvelle grille communale de densité à 7 niveaux définie par l'Insee en 2022.
Elle est située hors unité urbaine. Par ailleurs la commune fait partie de l'aire d'attraction de Laon, dont elle est une commune de la couronne,. Cette aire, qui regroupe 106 communes, est catégorisée dans les aires de 50 000 à moins de 200 000 habitants,.

### Occupation des sols
L'occupation des sols de la commune, telle qu'elle ressort de la base de données européenne d'occupation biophysique des sols Corine Land Cover (CLC), est marquée par l'importance des territoires agricoles (96,5 % en 2018), une proportion identique à celle de 1990 (96,5 %). La répartition détaillée en 2018 est la suivante : 
terres arables (93,4 %), zones urbanisées (3,5 %), prairies (3,2 %).
L'évolution de l'occupation des sols de la commune et de ses infrastructures peut être observée sur les différentes représentations cartographiques du territoire : la carte de Cassini (XVIIIe siècle), la carte d'état-major (1820-1866) et les cartes ou photos aériennes de l'IGN pour la période actuelle (1950 à aujourd'hui).

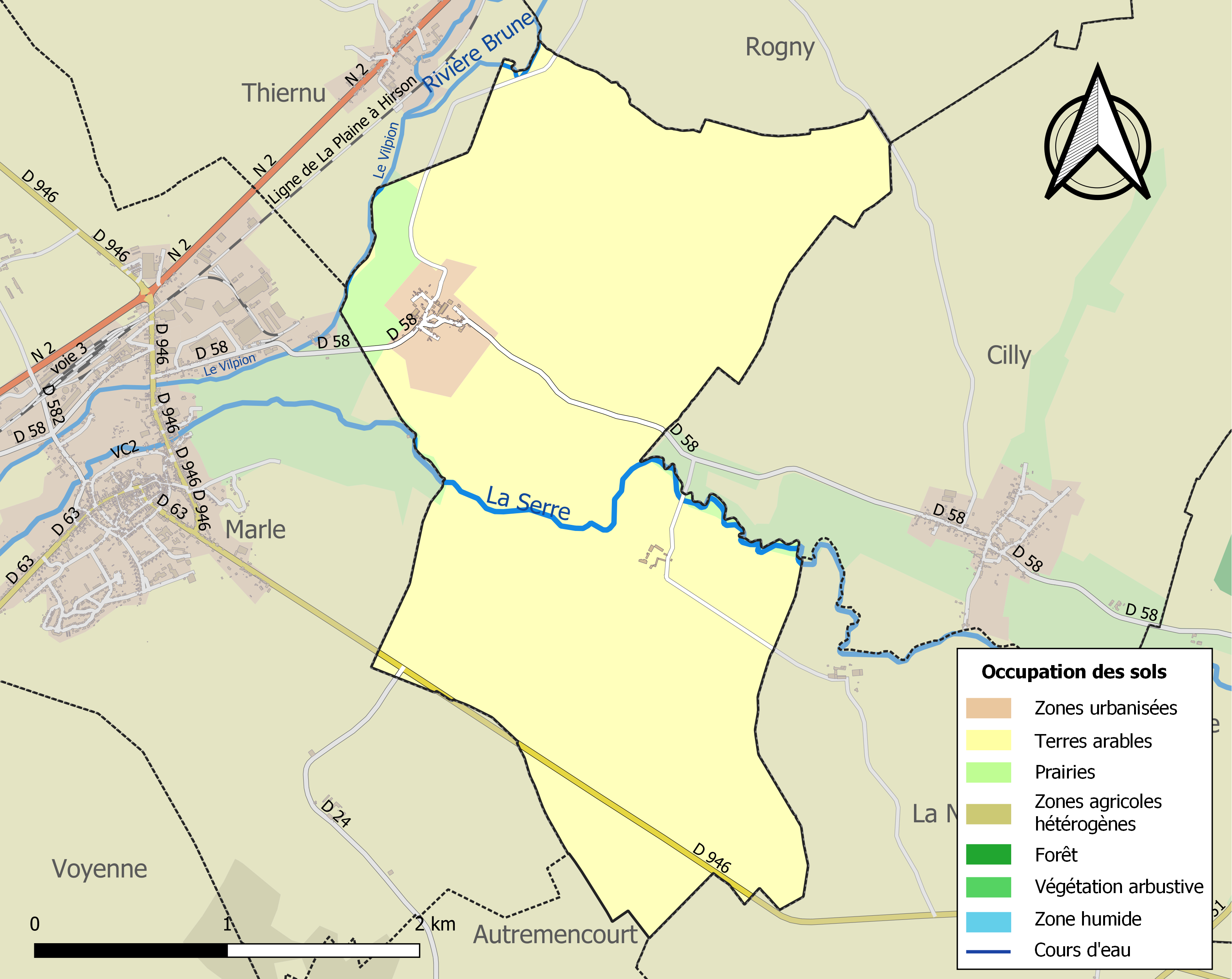
Carte de l'occupation des sols de la commune en 2018 (CLC).

## Toponymie
Le nom du village est attesté pour la première fois en 1174 sous l'appellation  de Montegni, puis Montigni en 1205 dans un cartulaire de l'abbaye de Thenailles. Le nom évoluera encore de nombreuses fois en fonction des différents transcripteurs, en ajoutant sa position à proximité de Marle pour le différencier des nombreux autres Montigny qui existent dans toute la France :  Montigni-juxta-Marlam en 1244, Villa de Montegni-subtus-Marlam, Monteingni-seur-Marle, Montigny-desseure-Marle  et enfin l'appellation actuelle Montigny-sous-Marle  sur la carte de Cassini ci-contre vers 1750
.

Dormicourt était une ferme : Dormicurtis en 1147, Dormicort en 1243 dans un cartulaire de l'abbaye Saint-Vincent de Laon à laquelle appartenait la seigneurie de Dormicourt.
.

## Histoire
Carte de Cassini

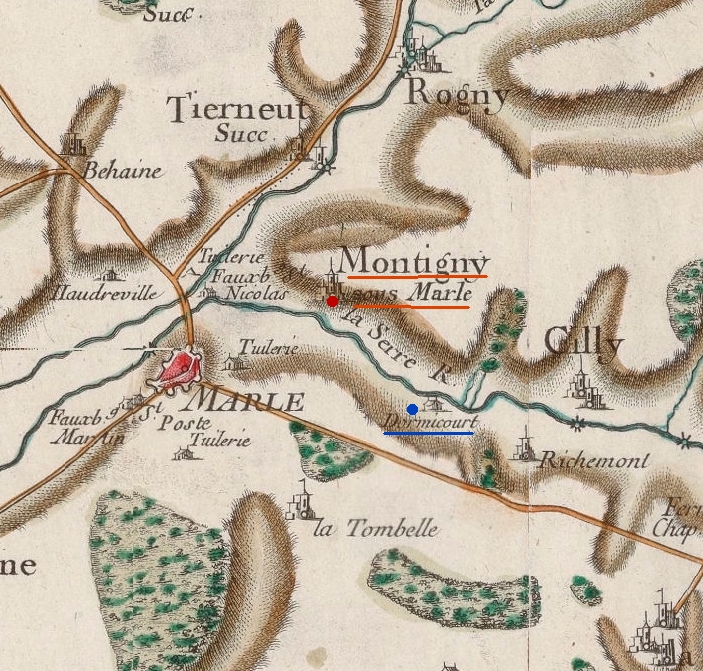
Carte de Cassini du secteur
(vers 1750).

La carte de Cassini montre qu'au XVIIIe siècle, Montigny-sous-Marle  est une paroisse située sur la rive droite de la Serre.

Au sud, sur la rive gauche, est représentée la ferme de Dormicourt qui existe encore de nos jours.

### Passé ferroviaire du village
|  |

De 1907 à 1959, Montigny-sous-Marle a été traversé par la ligne de chemin de fer de Marle à Montcormet qui passait au sud du village sur la rive droite de la Serre.
 
Une halte avait été construite à l'entrée du village en venant de Marle (contrairement à une gare, une halte n'a pas de chef; les voyageurs éventuels devaient faire signe au conducteur du train pour que celui-ci s'arrête) .

Chaque jour, quatre trains passaient dans chaque sens devant la halte la gare pour prendre les passagers qui se rendaient soit à Marle, soit à Montcornet.

Aucune trace de cette halte ne subsiste aujourd'hui.

Après la fermeture da la ligne, les rails , les traverses et le ballast ont été vendus; une grande partie du tracé est encore visible actuellement au sud-est du village.

## Politique et administration

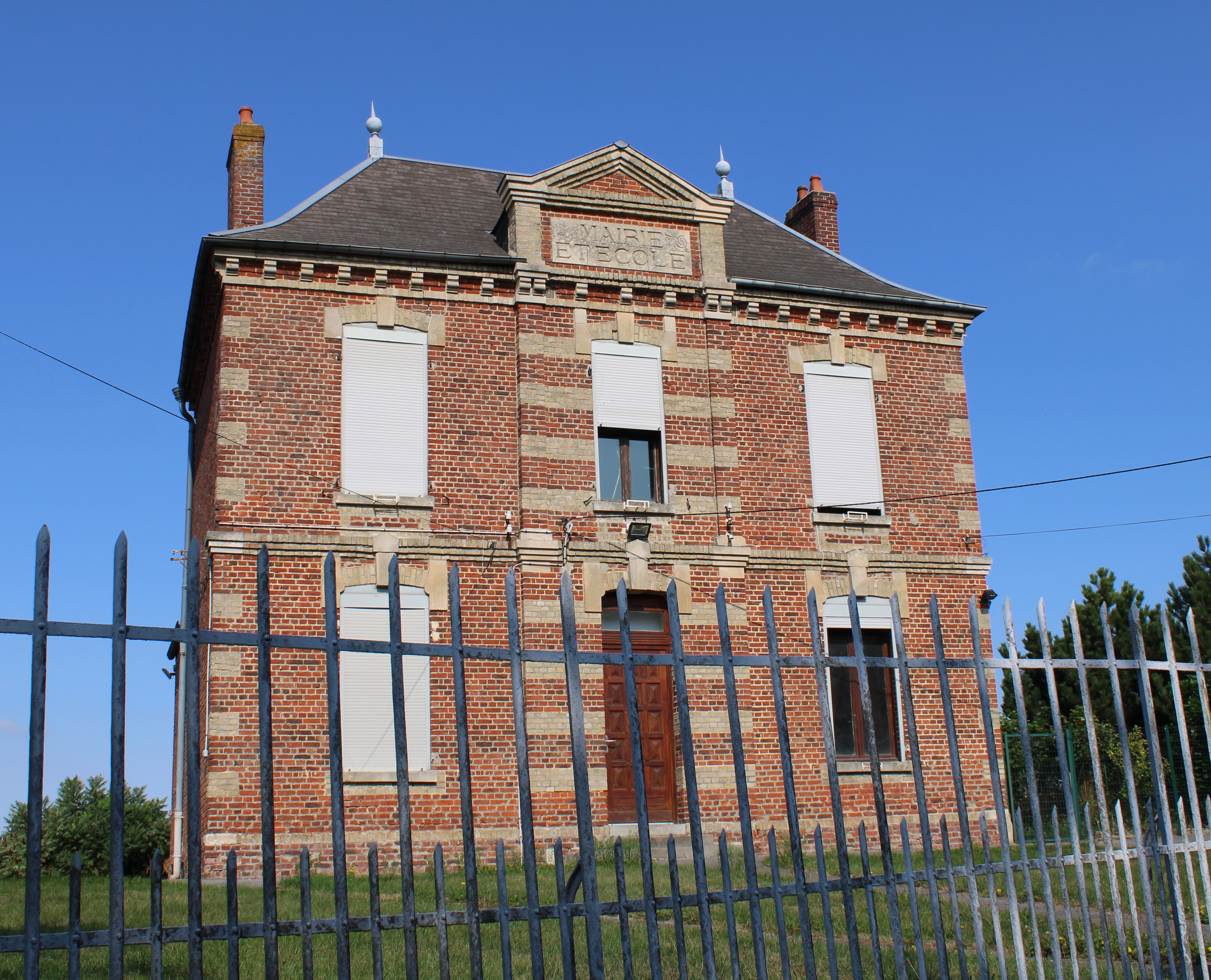
La mairie.

### Découpage territorial
La commune de Montigny-sous-Marle est membre de la communauté de communes du Pays de la Serre, un établissement public de coopération intercommunale (EPCI) à fiscalité propre créé le 17 décembre 1992 dont le siège est à Crécy-sur-Serre. Ce dernier est par ailleurs membre d'autres groupements intercommunaux.
Sur le plan administratif, elle est rattachée à l'arrondissement de Laon, au département de l'Aisne et à la région Hauts-de-France. Sur le plan électoral, elle dépend du  canton de Marle pour l'élection des conseillers départementaux, depuis le redécoupage cantonal de 2014 entré en vigueur en 2015, et de la troisième circonscription de l'Aisne  pour les élections législatives, depuis le dernier découpage électoral de 2010.

### Administration municipale
Le nombre d'habitants de la commune étant inférieur à 100, le nombre de membres du conseil municipal est de 7.

#### Liste des maires
| Période                                  | Période                   | Identité       | Étiquette | Qualité                                     |
| ---------------------------------------- | ------------------------- | -------------- | --------- | ------------------------------------------- |
| Les données manquantes sont à compléter. |                           |                |           |                                             |
| mars 2001                                | En cours (au 25 mai 2020) | Francis Legoux | DVD       | Agriculteur Réélu pour le mandat 2020-2026, |

## Démographie
À partir du XXIe siècle, les recensements réels des communes de moins de 10 000 habitants ont lieu tous les cinq ans. Pour Montigny-sous-Marle, cela correspond à 2008, 2013, etc. Les autres dates de « recensements » (2007, etc.) sont des estimations.
L'évolution du nombre d'habitants est connue à travers les recensements de la population effectués dans la commune depuis 1793. Pour les communes de moins de 10 000 habitants, une enquête de recensement portant sur toute la population est réalisée tous les cinq ans, les populations de référence des années intermédiaires étant quant à elles estimées par interpolation ou extrapolation. Pour la commune, le premier recensement exhaustif entrant dans le cadre du nouveau dispositif a été réalisé en 2008.

En 2022, la commune comptait 70 habitants, en évolution de +14,75 % par rapport à 2016 (Aisne : −1,97 %, France hors Mayotte : +2,11 %).
| 1793 | 1800 | 1806 | 1821 | 1831 | 1836 | 1841 | 1846 | 1851 |
| ---- | ---- | ---- | ---- | ---- | ---- | ---- | ---- | ---- |
| 177  | 154  | 198  | 204  | 219  | 235  | 229  | 220  | 258  |

| 1856 | 1861 | 1866 | 1872 | 1876 | 1881 | 1886 | 1891 | 1896 |
| ---- | ---- | ---- | ---- | ---- | ---- | ---- | ---- | ---- |
| 244  | 231  | 235  | 242  | 226  | 200  | 219  | 201  | 185  |

| 1901 | 1906 | 1911 | 1921 | 1926 | 1931 | 1936 | 1946 | 1954 |
| ---- | ---- | ---- | ---- | ---- | ---- | ---- | ---- | ---- |
| 169  | 190  | 129  | 140  | 124  | 153  | 143  | 133  | 148  |

| 1962 | 1968 | 1975 | 1982 | 1990 | 1999 | 2006 | 2008 | 2013 |
| ---- | ---- | ---- | ---- | ---- | ---- | ---- | ---- | ---- |
| 144  | 135  | 102  | 99   | 77   | 62   | 69   | 71   | 62   |

| 2018 | 2022 | - | - | - | - | - | - | - |
| ---- | ---- | - | - | - | - | - | - | - |
| 66   | 70   | - | - | - | - | - | - | - |

## Lieux et monuments
- Église Saint-Georges.

### Galerie

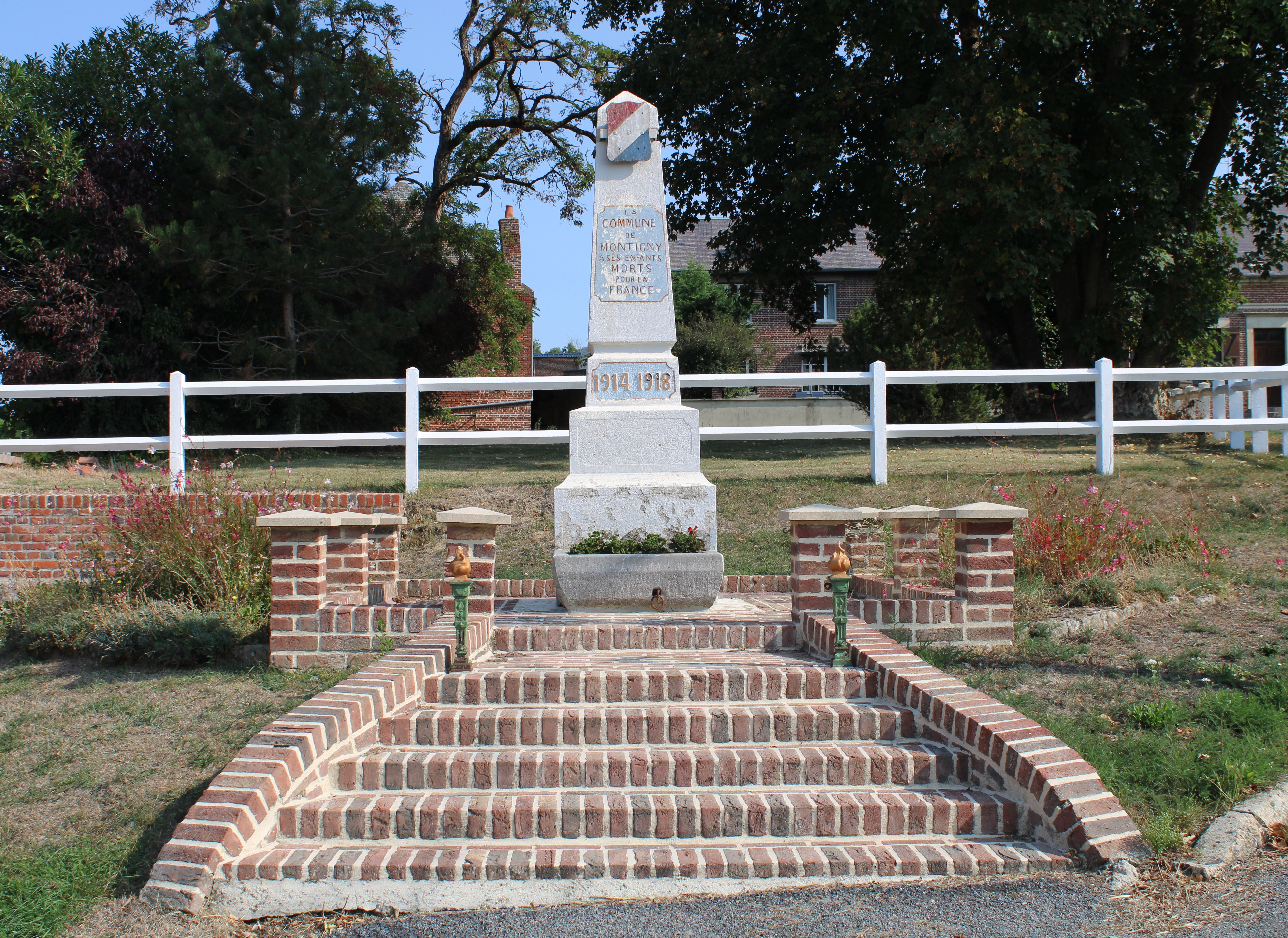
Le monument aux morts.
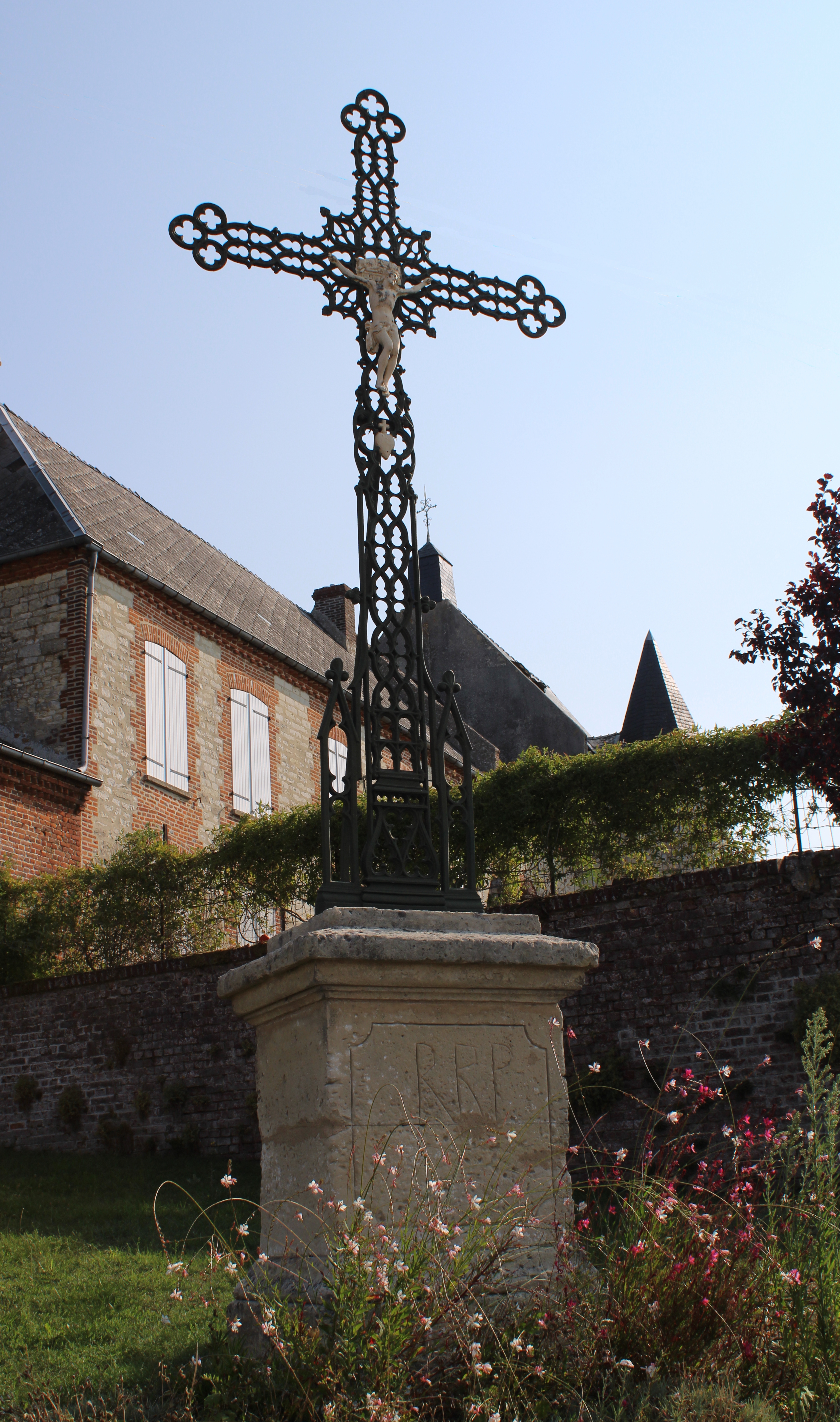
Le calvaire.
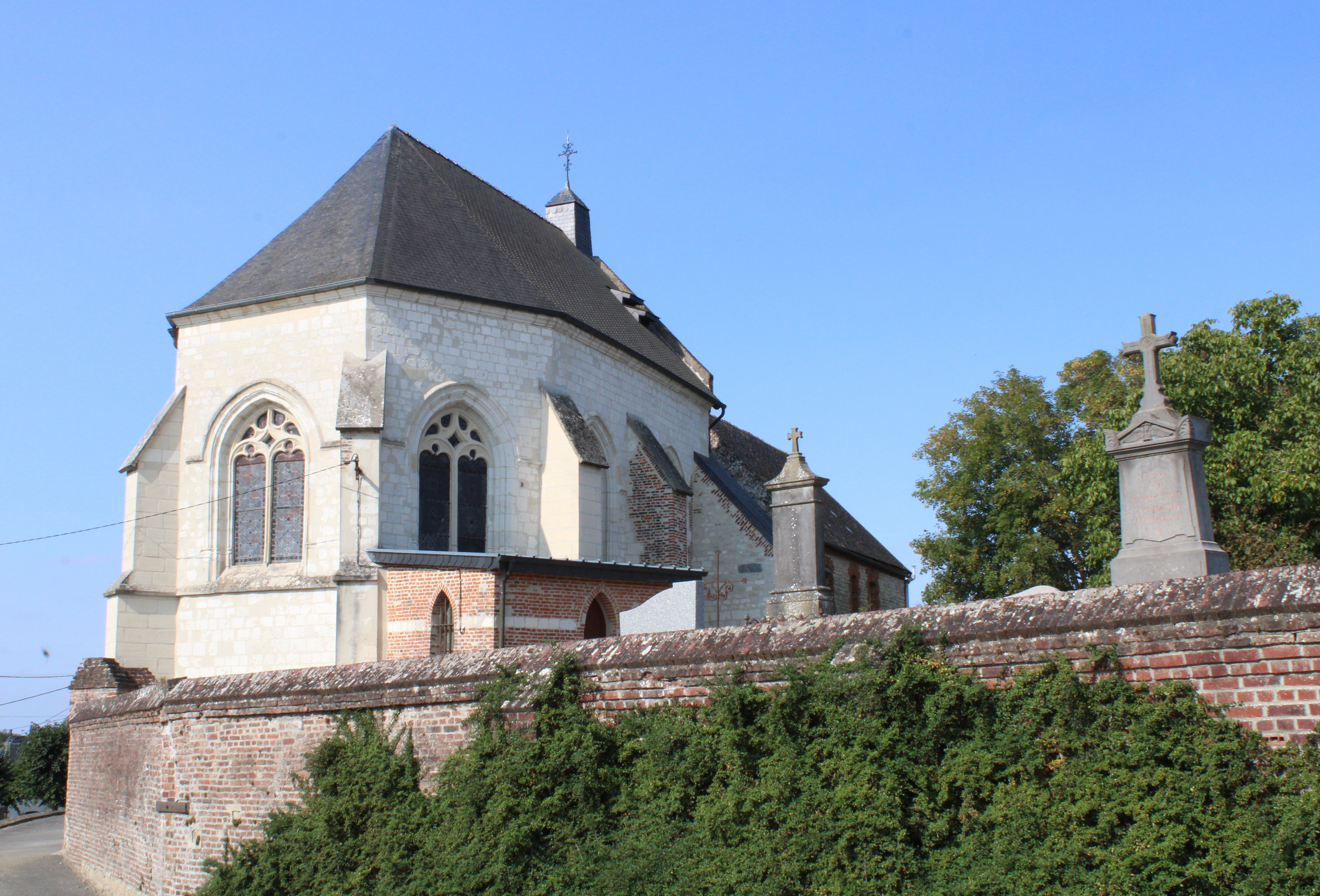
Vue du chevet de l'église.

## Personnalités liées à la commune
- Pierre d'Autancourt (1771-1832), général des armées de la République et de l'Empire, né dans la commune, décédé à Nevers.